# 北小国村
北小国村（きたおぐにむら）は、山形県西置賜郡にあった村。

## 沿革
- 1889年4月1日 - 町村制施行に伴い、舟渡村、網代瀬村、尻無沢村、松崎村、今市村、栃倉村、越中里村、長沢村、焼山村、樋野沢村、中島村、入折戸村、折戸村、荒沢村、五味沢村、石滝村、小俣村、太鼓沢村、驚村が合併し、西置賜郡北小国村が成立する。
- 1954年3月31日 - 小国町、南小国村と合併し、改めて小国町が発足。同日北小国村廃止。